# Anatole chéri
Pour plus de détails, voir Fiche technique et Distribution.
Anatole chéri est un film français réalisé par Claude Heymann, tourné en 1951 et sorti en 1954.

## Fiche technique
- Titre : Anatole chéri
- Réalisation : Claude Heymann
- Assistant-réalisateur : Claude Pinoteau
- Scénario et dialogues : Jean Halain et Albert Dubout
- Photographie : Raymond Agnel
- Montage : Marthe Poncin
- Musique : Vincent Scotto
- Costumes : Jean Kirsch
- Société de production : Union Européenne Cinématographique
- Société de distribution : L'Union des Producteurs de Films
- Pays d'origine :  France
- Tournage : du 29 août au 22 septembre 1951
- Format : Noir et blanc — 35 mm — 1,37:1 — Son : Mono
- Genre : Comédie
- Durée : 62 minutes (1 h 2)
- Date de sortie : 
  - France : 28 avril 1954

## Distribution
- Paul Demange : Anatole
- Alice Field : Caroline
- Jim Gérald : Mme Anatole
- Christine Carrère :
- Denise Kerny
- Jacqueline Noëlle : Lolotte
- Fernand Gilbert : Sparadra
- René Hell : Le docteur